# Alcis sinimaculata
Alcis sinimaculata är en fjärilsart som beskrevs av Eugen Wehrli 1943. Alcis sinimaculata ingår i släktet Alcis och familjen mätare. Inga underarter finns listade i Catalogue of Life.